# O Juízo Final (Hieronymus Bosch)
O Tríptico do Juízo Final é um quadro do pintor holandês Hieronymus Bosch, datável por volta de 1482 ou posterior, executado em óleo sobre tábua. Mede 163,7 centímetros de alto por 242 cm. de largo. Encontra-se na galeria de pinturas da Academia de Belas-Artes de Viena.
Há outro tríptico dedicado também ao Juízo Final realizado por Bosch, um pouco posterior (1506—1508) na Alte Pinakothek de Munique. Este Juízo Final de Viena permanece dentro da tradição. O da Alte Pinakothek constitui o apogeu da visão demoníaca de Bosch.

## História
Como o restante de quadros de Bosch, carece de uma datação unânime entre os especialistas. A análise dendrocronológico data a tábua de 1482 ou posterior.
Vermet identifica este tríptico com a obra encomendada em 1504 por Filipe I de Castela. Em efeito, em 1504, uma entrada do arquivo de Lille fala do pagamento de trinta e seis livras por um Juízo Universal que "Monseigneur ordenara para o seu nobre prazer". Este Monseigneur é Filipe I, marido de Joana I de Castela, de nove pés de alto por onze de largo. Embora não meça 9 x 11 pés, é possível que seja este Juízo Final do Museu de Viena, embora também poderia fazer referência ao de Munique.
Koldeweij descarta que seja o quadro encomendado por Filipe I. Acredita este autor que este tríptico, com o Carro de feno e o Jardim das Delícias, oferecem o desenvolvimento quase completo da história da cristandade, do Paraíso até o inferno, segundo a admonição formulada com tanto vigor na Devotio Moderna, para que os cristãos observassem a vida que levam na terra e tentassem melhorar, com fé e imitando a Cristo.
Num inventário de 1659 aparece na galeria do arquiduque Leopoldo Guilherme da Áustria. No fim do século XVIII foi comprado pelo conde Lamberg-Spritzenstein. Por meio de um legado passou a fazer parte da gemäldegalerie (galeria de pinturas) da Academia de Belas Artes de Viena. Nos séculos XVII e XVIII foi restaurado e repintado, de modo que perdeu bastante cor. Isto levou a que alguns duvidem que seja uma pintura autógrafa de Bosch.

## Tríptico fechado
Quando o tríptico está fechado, veem-se as figuras de dois santos: à esquerda, Santiago Maior, com 167,7 centímetros de alto por 60 cm. de largo; à direita, São Bavão.
Estão pintados com grisaille sobre tábua. Embaixo há dois escudos vazios. As figuras estão executadas com firmeza, alheia à vibrante pincelada das grisailles de Bosch, pelo qual se acredita que as executou um copista sobre desenho do pintor.
Santiago é representado como um peregrino por um mundo cheio de maldade, podendo ser observado um grupo de cegos e paralíticos à esquerda; à direita há uma peleja; detrás, um enforcado, que poderia fazer referência a um milagre do santo, segundo A lenda dourada, a qual afirma que ressuscitou um enforcado acusado de um crime que não cometera.
Pela sua vez, São Bavão, protetor da Flandres, é representado como um jovem cavaleiro. No pulso esquerdo tem um falcão. Antes de entrar num convento, Bavão repartiu os seus bens entre os pobres, aqui representados por mendigos e tolhidos; a velha de perfil com uma criança nos ombros aparece num desenho atribuído a Bosch e que se conserva numa coleção particular de São Francisco (Cinotti e Baldass).
Koldeweij acredita que a presença destes santos é justificada, no caso de Santiago Maior pela sua dupla qualidade de peregrino e apóstolo, enquanto o segundo, que dá esmola, pela sua função exemplar.
Tríptico do Juízo de Viena (fechado) Santiago Maior e São Bavão

## Tríptico aberto
Ao abrir o tríptico vê-se, de esquerda a direita: o pecado original, o Juízo Final e o Inferno. As cenas interiores estão realizadas ao óleo sobre tábua. Os painéis esquerdo e direito medem 167,7 x 60 cm enquanto o painel central mede 164 x 127 cm.

### Postigo esquerdo: O Pecado original
Ao contrário do postigo esquerdo do Jardim das Delícias, no que aparece Adão desperto, e com Deus apresentando-lhe Eva, aqui está dormido, com a criação de Eva que se depreende do seu costado e, num segundo plano, a tentação, com Eva pegando o fruto que lhe tende o demônio. Detrás observa-se a expulsão do Paraíso com um anjo que leva uma espada. Predominam os tons esverdeados na paisagem, formada por poucas árvores, mato e algumas rochas. No alto, aparece Deus criador.

### Tábua central: O Juízo Final
A fonte para esta representação do Juízo Final é o Apocalipse de João. Na parte central, no alto, quase separado do restante da composição, aparece Jesus Cristo juiz, que está apoiado sobre um arco-iris enquanto aos lados, sobre nuvens, estão a Virgem Maria e são João Batista com um exíguo número de eleitos; no restante da composição foi representado o mundo do pecado e as penas impostas aos pecadores, cada um de eles torturado por diabos-grelos e figuras monstruosas, devido aos seus próprios vícios: abrasados, asados, ensartados, empalados, pendurados de ganchos de açougueiros, obrigados a beber, inseridos em estranhas máquinas, etc.
Ao contrário de outras representações do Juízo Final, em que justos e pecadores estão mais igualados, aqui predomina o número dos condenados, que sofrem diversos castigos, sem deixar quase espaço para os bem-aventurados.
Predominam os tons marrom, cada vez mais obscuros conforme se acercam ao horizonte, onde se vem construções em chamas. Apenas no alto há um intenso azul.

### Postigo direito: O Inferno
Repetem-se aqui os incêndios de estruturas, tão típicos da obra de Bosch, pois podem ser vistas similares ignições no painel direito d´O Carro de Feno, assim como no lateral direito de O jardim das delícias. São edifícios incendiados nos quais se vê que o fogo vêm desde embaixo, como inspirando-se nas então modernas armas de pólvora ou explosões, com o que os infernos que pinta Bosch acabam parecendo lugares de confrontação militar.

Este postigo apresenta perfeita continuidade com o painel central, tanto em cromatismo quanto em conteúdo, pois na visão de Bosch, 
| “ | o inferno não é mais que uma extensão do Juízo universal: o príncipe das trevas, ao qual rendem homenagem seguidores e acólitos, ocupa o proscênio, enquanto as almas humanas condenadas, as quais s ão mostra na sua nudez, são expostas aos mais incríveis tormentos e suplícios. Neste quadro, Bosch não pronúncia uma homilia: na sua concepção, Deus e o seu Filho não encarnam o amor mas são os executores de uma justiça severa, quase mosaica | ” |

Predominam nestas cenas infernais as referências à "cozinha" e aos instrumentos feitos de metal: os avarentos são cozinhados em espetos, os iracundos pendurados de ganchos de açougue, e cozinhados numa grelha; alguns estão atravessados por facas; ao bebedor incha-se o ventre de vinho que sai, sem parar, de uma cuba; a mulher é picada pela serpente e roída por um escorpião; os agitados rodam o moinho sem descanso; os luxuriosos sofrem castigo ligados de três em três.
Na Queda dos anjos deste Juízo Final aparecem diabos em figura de pedintes, devendo recordar-se que os lesados eram considerados popularmente no século XV como símbolo da presença do mal, do demônio e das bruxas.
Tríptico do Juízo de Viena (aberto) O Pecado original, o Juízo Final, o Inferno